# مدينة مغلقة

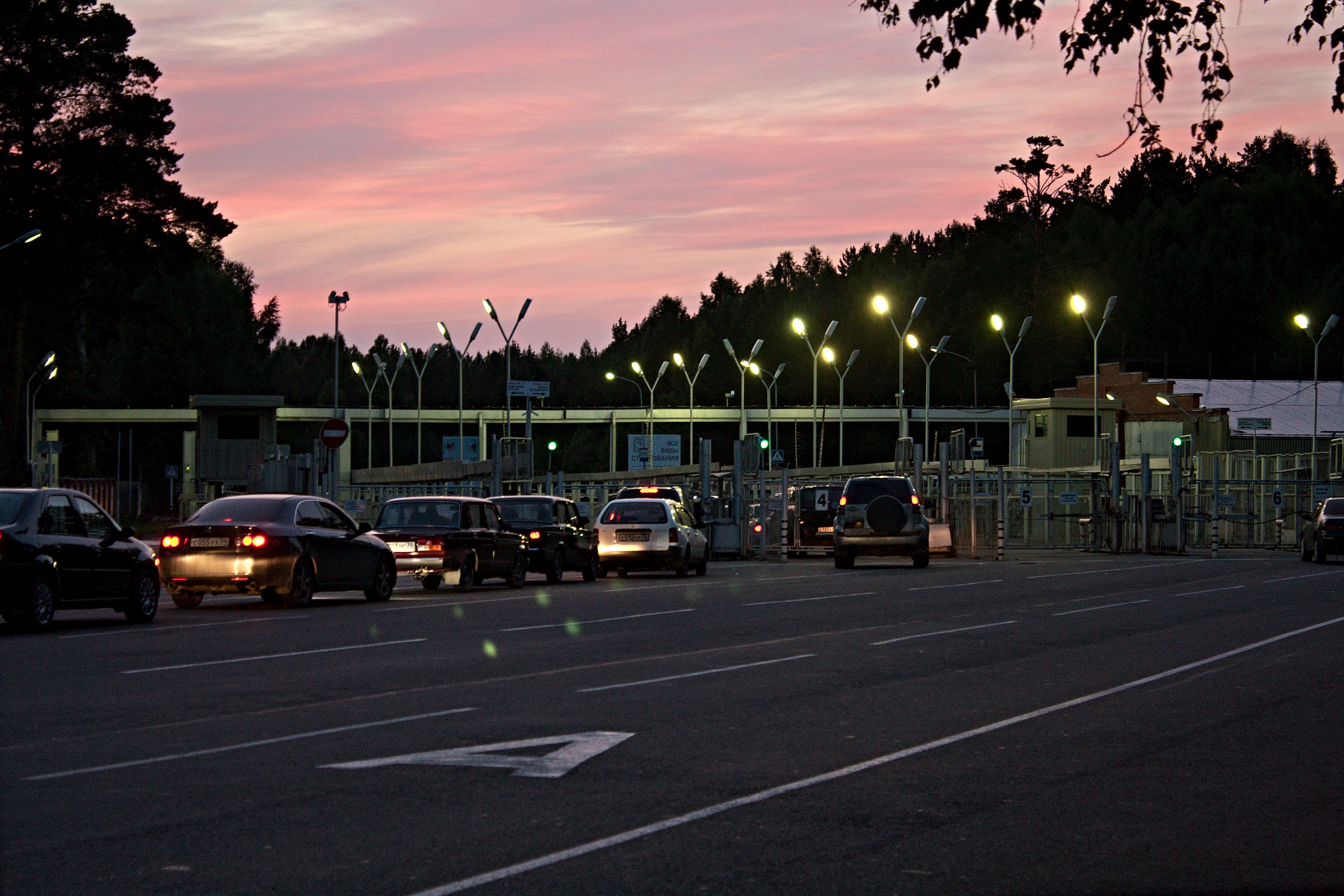
نقطة تفتيش دخول مركزية إلى مدينة سيفرسك المغلقة، تومسك أوبلاست، روسيا

المدينة المغلقة أو المدينة المنغلقة هي مستوطنة تُطبَّق فيها قيود السفر أو الإقامة بحيث يتطلب الأمر إذنًا محددًا للزيارة أو البقاء طوال الليل. قد تكون مؤسسات عسكرية حساسة أو منشآت بحث سرية تتطلب مساحة أو حرية أكبر بكثير مما هو متاح في قاعدة عسكرية تقليدية. قد يكون هناك أيضًا مجموعة متنوعة من المقيمين الدائمين بما في ذلك أفراد الأسرة المقربين من العمال أو التجار الموثوق بهم الذين لا يرتبطون مباشرة بأغراضها السرية.
العديد من المدن المغلقة كانت موجودة في الاتحاد السوفيتي حتى انهياره في عام 1991. بعد عام 1991، كان عدد منهم لا يزال موجودا في بلدان رابطة الدول المستقلة، وخاصة روسيا. في روسيا الحديثة، ومثل هذه الأماكن المعروفة رسميا باسم «التشكيلات الإدارية الإقليمية المغلقة» закрытые административно-территориальные образования أو zakrytye administrativno-territorial'nye obrazovaniya ، أو ЗАТО زاتو باختصار).

## اهيكل والعمليات

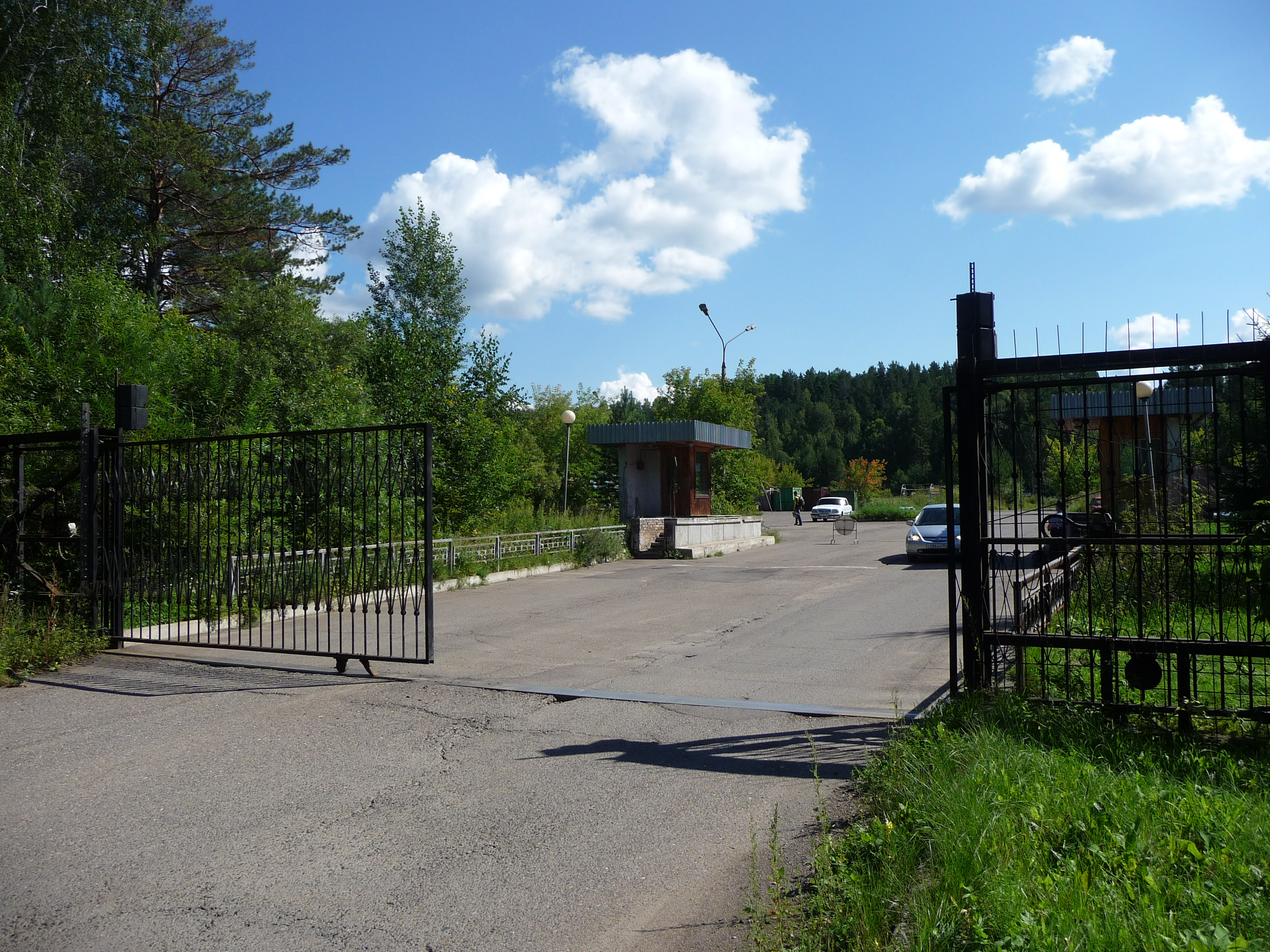
نقطة تفتيش في مدينة زيليزنوغورسك المغلقة، في كراسنويارسك كراي، روسيا

في بعض الأحيان قد يتم تمثيل المدن المغلقة فقط على الخرائط المصنفة سرية التي لا تتوفر لعامة الناس. في بعض الحالات، قد لا تكون هناك علامات أو توجيهات للطرق إلى المدن المغلقة، وعادة ما يتم حذفها من الجداول الزمنية للسكك الحديدية وطرق الحافلات.
في بعض الأحيان، يمكن الإشارة إلى المدن المغلقة بشكل غير مباشر على أنها قرية غير ذات أهمية. كان الأشخاص الذين لا يعيشون في مدينة مغلقة يخضعون لفحص المستندات ونقاط التفتيش الأمنية، وكان يلزم إذن صريح لهم بالزيارة. للانتقال إلى مدينة مغلقة، يحتاج المرء إلى تصريح أمني من قبل المنظمة التي تديرها، مثل الكي جي بي في المدن السوفيتية المغلقة.

## المدن السوفيتية المغلقة

### الصين
- No.404 Factory of National National Corporation Corporation (中国 核 工业 总公司 第四 零四 厂)، ثم وزارة الصناعة النووية، التي تقع في صحراء جوبي في الجزء الغربي من مقاطعة قانسو، هي مدينة مغلقة تسمى غالبًا البلدة النووية (核城). إنها أكبر قاعدة للصناعة النووية في الصين وتم بناؤها في عام 1958. قامت الصين ببناء أول مفاعل نووي عسكري [2][3] هناك، تم إنتاج 80٪ من الأجزاء الأساسية للقنابل النووية الصينية هناك. حتى الثمانينات، كانت المدينة بأكملها مغلقة أمام الغرباء.[4] وقع حادث نووي في عام 1969، أدى لعملية تسرب نووي.[5] تم استخدام اسم «منطقة ألغام غانزو» (甘肃 矿区) للسرية. في عام 2007، تم نقل معظم السكان إلى مدينة جيايوقوان القريبة.[6]
- بعض المناطق النائية في الصين، مثل داتونغ هوى ومقاطعة تو ذاتية الحكم (باستثناء Laoye)، Huangzhong مقاطعة (باستثناء دير Kumbum)، ومقاطعة Huangyuan حول شينينغ عاصمة مقاطعة تشينغهاى، والحفاظ على القيود المفروضة على السفر للأجانب. يجب على الأجنبي التقدم بطلب للحصول على وثيقة سفر أجنبية (外国人 旅行 证) مقدمًا، والإبلاغ عن سكنهم إلى الشرطة المحلية في غضون 24 ساعة بعد دخول المنطقة.[7] وبالمثل، يجب أن يكون جميع الزوار الأجانب إلى منطقة التبت جزءًا من مجموعة سياحية يُسمح لهم بالوصول إليها.

### كوريا
داخل المنطقة الكورية المنزوعة السلاح بين كوريا الشمالية وكوريا الجنوبية، توجد «قريتان للسلام» (واحدة تحتفظ بها كل دولة): دايسونج دونغ (جنوب) وكيجونج دونغ (شمال). يتطلب وصول غير المقيمين إلى Daeseong-dong حراسة عسكرية، في حين أن Kijŏng-dong لا يمكن للزوار الوصول إليها إطلاقا.

### المملكة العربية السعودية
- مكة المكرمة مغلقة لغير المسلمين. يوجد قيود مماثلة في وسط المدينة في المدينة المنورة.[8][9]